# ستيف جيمس (لاعب كرة قدم)
ستيف جيمس (بالإنجليزية: Steve James)‏ (29 نوفمبر 1949 في المملكة المتحدة - ) هو لاعب كرة قدم إنجليزي وبريطاني في مركزي الدفاع وقلب الدفاع. شارك مع منتخب إنجلترا تحت 18 سنة لكرة القدم. أما مع النوادي، فقد لعب مع مانشستر يونايتد ونادي يورك سيتي ونادي كيدرمينستر هاريرز لكرة القدم وTipton Town F.C. ‏.

## وصلات خارجية
- ستيف جيمس على موقع قاعدة بيانات كرة القدم.إي يو (الإنجليزية)